# Dvorce (zaniklá osada)
Dvorce (německy Dworschitz) byla středověká vesnice na území dnešního katastru obce Jedovnice v okrese Blansko. Zanikla pravděpodobně během husitských válek v první polovině 15. století. První písemná zmínka pochází z roku 1437, kdy je zmiňována jako curia Dworzecz – panský dvůr u pustého rybníka Jakub na panství Holštejnském.

## Historie
Ves vznikla pravděpodobně ve druhé polovině 13. století jako součást kolonizačního úsilí Holštejnského panství. První písemný doklad z roku 1437 uvádí Dvorce jako součást majetkových transakcí mezi Vokem V. z Holštejna a Smilem z Loděnice. Definitivní zánik vsi se datuje mezi roky 1437–1464, kdy je v pramenech uváděna jako pustá.

## Archeologický výzkum
Systematický průzkum lokality provedl Ervín Černý v 60. letech 20. století. Vesnice se rozkládala podél údolí mezi rybníkem Budkovan a Kotvrdovicemi, kde byly identifikovány relikty kamenných základů roubených staveb a vějířovitě uspořádaná plužina. Nálezy tuhové keramiky a kovářské strusky dokládají kontinuitu osídlení od konce 13. století do poloviny 15. století. O přesné poloze vsi vedli odborníci dlouhodobou diskusi. Teorie Ervína Černého lokalizuje Dvorce do údolí pod zaniklým rybníkem Jakub (souřadnice 49°21'15"N, 16°46'20"E), kde byly nalezeny zemnice a mazanicové omítky. Hypotéza Jiřího Plcha navrhuje posunout lokalitu 1,5 km severovýchodně k zaniklému Bystřeci na základě pomístního jména Na Dvorkách a středověké komunikace směřující k Račicím.

## Hospodářský význam
Ekonomika vsi se opírala o trojpolní zemědělství a těžbu železitého pískovce, jehož stavební využití dokládají lomové stěny v jižním svahu. Lněnou produkci potvrzují nálezy tkalcovských závaží, zatímco vřeténka svědčí o domácím předení.

## Současný stav
Lokalita je od roku 1992 součástí Přírodního parku Rakovecké údolí. LIDARový průzkum provedený Národním památkovým ústavem v roce 2020 odhalil dochované terénní relikty včetně středověké komunikace.